# L'Astor
L'Astor es una localidad española del municipio de Pujalt, perteneciente a la provincia de Barcelona, en la comunidad autónoma de Cataluña.

## Historia
Hacia mediados del siglo XIX, el lugar, por entonces con ayuntamiento propio, tenía contabilizada una población de 41 habitantes. La localidad aparece descrita en el tercer volumen del Diccionario geográfico-estadístico-histórico de España y sus posesiones de Ultramar de Pascual Madoz de la siguiente manera:

ASTOR: l. con ayunt, de la prov., aud. terr. y c. g. de Barcelona (13 leg.), part. jud. de Igualada (3), dióc. de Vich (13): sit. en el declive de un cerro, donde le combaten todos los vientos, particularmente los del N., su clima es sano: forman la pobl. 3 miserables casas y 1 igl. parr., sufragánea de la de Segur, dedicada á Sta. Magdalena, en la cual se dice misa los dias de precepto; próximas al pueblo se ven las ruinas de un ant. cast. nombrado de Montesquieu, y algunos manantiales de escelentes aguas para el surtido del vecindario.: confina el térm. por el N. con el de Guardia; por el S. con el de Vilamejor; por el E. con el de Segur, y por el O. con el del cast. de Sta. Maria; su estension en todas direcciones apenas llega á 1/4 de hora: el terreno es áspero y desigual, y las tierras que le componen poco productivas: abraza 136 jornales, de los que se cultivan 13 de segunda calidad y 20 de tercera; los 103 restantes se hallan incultos y cubiertos de algun arbolado y mucha maleza; todo lo cultivado se destina á cereales, escepto un pequeño trozo de 4 jornales, que hay plantado de viñedo: los vec. son muy laboriosos y aplicados, por cuya razon no se ven miserables, á pesar de la esterilidad del suelo: prod. trigo, centeno y cebada; hay ganado lanar suficiente para consumir las yerbas del térm.; y vacuno y mular el necesario para la agricultura: pobl. 5 vec. 41 alm.: cap. prod. 721,600 rs.: imp. 18,040.
(Madoz, 1846, p. 51)

En la actualidad pertenece al municipio de Pujalt. En 2023 tenía empadronados 34 habitantes.